# Alegoría del Vicio
La Alegoría del Vicio es un óleo sobre lienzo de 149 x 88 cm de Correggio, que data hacia 1531 y se conserva en el Museo del Louvre de París. Es uno de los últimos lienzos encargados por Isabel de Este para su estudio, junto con la Alegoría de la Virtud.

## Historia
Probablemente fue el segundo de los dos lienzos que pintó Correggio. Las dos pinturas se recuerdan juntas, en 1542, tras la muerte de Isabel "en la Corte Vieja cerca de la cueva" de las antigüedades, colocadas a ambos lados de la puerta de entrada (La Virtud a la derecha y el Vicio a la izquierda). Se trataba de un encargo muy prestigioso, para su estudiolo Isabel había convocado a artistas como Perugino, Giovanni Bellini y Andrea Mantegna, es decir, los maestros más famosos de la época artística anterior a Correggio. Y la marquesa era conocida por sus pedantes e incansables peticiones iconográficas que habían puesto en serias dificultades a los artistas anteriormente implicados. Mientras que de la Alegoría de la Virtud existen numerosos estudios preparatorios y un boceto sobre madera casi terminado, de la Alegoría del Vicio sólo se conoce un dibujo terminado, no considerado por todos como autógrafo. Por lo tanto se cree que esta, de las dos obras, fue la segunda que se ejecutó, cuando Correggio había superado las primeras dudas comprensibles inherentes a la planificación de dos obras tan importantes.
Después del desmantelamiento del estudiolo todavía estaban en Mantua en 1627, pero en 1628 se trasladaron a Londres con Carlos I de Inglaterra. Desde aquí, a través de un pasaje con el banquero Jabach, la Alegoría del Vicio entró en las colecciones reales de Luis XIV en París, reuniéndose con la Virtud que había pasado en cambio por las colecciones del cardenal Mazarino.

## Descripción y estilo
El significado alegórico de la imagen es claro pero la identificación de las figuras individuales no es en absoluto sencilla. En el centro, una figura madura masculina, interpretada como la personificación del Vicio, Sileno o Vulcano, aparece atada a un árbol y atormentada por tres figuras femeninas, notoriamente excitadas. Tienen serpientes en los cabellos y una lo amenaza con las que sujeta en las manos, mientras otra toca una flauta en su oído. Se han propuesto numerosas lecturas más o menos detalladas. Entre las más convincentes, a una le gustaría ver una representación de un pasaje de Virgilio, de la Sexta Égloga, donde el dormido Sileno es atado por dos pastores, Cromi y Marsilo, quienes, junto con la ninfa Egle, lo obligan a cantar para ellos.
Sin embargo, el tema debió ser lo suficientemente extraño como para que ya no fuera legible para el compilador del inventario Gonzaga de 1542. De hecho, indicó la obra como una representación de Apolo y Marsias (dada la presencia de la furia a la derecha intentando desollar al hombre arrancando la piel de su tobillo). Este malentendido del tema podría haber contribuido de alguna manera a crear lo que es una curiosa atribución antigua a Correggio de una obra que representa a Apolo y Marsias realmente realizada en el círculo de Bronzino.
La paleta es más tenue que la de la Alegoría de la Virtud, y los paños rosa y rojo, azul claro y azul oscuro de los desnudos representan los acentos de color más fuertes. Las figuras están situadas en un entorno mucho más detallado, con una visión fugaz al fondo de un rebaño de ovejas y lo que parece ser un hombre desnudo tumbado en la hierba a la manera del aturdido buscador de placeres del fondo de La bacanal de los andrios de Tiziano. En primer plano aparece entrando en el encuadre el busto de un niño irreverente, que es una trasposición profana de los querubines apoyados en el borde inferior de la Virgen Sixtina de Rafael, sin duda el toque más humano en una pintura inusualmente desprovista de calidez. Junto al pequeño fauno, que sostiene sonriente un escobajo sin uvas, como una honda, se arrastra la hiedra parásita y pegajosa, que -como el vicio- toma y no abandona.
En cuanto al prisionero atormentado, Gould remonta su pose al Laocoonte, pero tiene al menos tanto en común con la forma en que Correggio representa a San Roque, tanto en la anterior Virgen de San Sebastián como en el último dibujo para un retablo que retrata Cuatro Santos.